# Markus Heinzelmann (Regisseur)
Markus Heinzelmann (* 1968 in Karlsruhe) ist ein deutscher Theaterregisseur.

## Leben
Markus Heinzelmann arbeitete von 1999 bis 2004 als freier Regisseur in Mainz, Bielefeld, Kassel, Lübeck, Berlin, Linz und Konstanz. 2003/04 war er Dozent an der Schauspielschule Leipzig, Studio Weimar.
Von 2004 bis 2011 war Heinzelmann künstlerischer Geschäftsführer und künstlerischer Leiter am Theaterhaus Jena. Seit 1. März 2013 hat er die kaufmännische Geschäftsführung des Hauses übernommen.
2006 inszenierte Heinzelmann als Gast in Bern „Sieh mich an und sprich“ von Savyon Liebrecht (DSE). Außerdem hat er für die Stückemärkte der Berliner Theatertreffen 2005 und 2006 szenische Lesungen inszeniert. Für die Ruhrfestspiele Recklinghausen inszenierte er 2007 in Koproduktion mit dem Deutschen Schauspielhaus Hamburg „Bowling Alone“ von Oliver Bukowski (eingeladen zum STAGE theatre festival nach Helsinki). Am 5. Oktober 2008 hatte seine Inszenierung „Die Kümmerer“ – ein Dokumentartheaterprojekt mit Menschen über 60 Jahre aus Hamburg – am Deutschen Schauspielhaus Hamburg Premiere. 2009 inszenierte er die Uraufführung von David Gieselmanns „Blühende Landschaften“ am Theater Bremen. 2010 inszenierte Markus Heinzelmann am Deutschen Schauspielhaus in Hamburg eine weitere Uraufführung von Oliver Bukowski „Wenn Ihr Euch totschlagt, ist es ein Versehen“ (Koproduktion mit den Ruhrfestspielen Recklinghausen, eingeladen zu den Kleist-Festtagen 2010 nach Frankfurt/Oder).
Markus Heinzelmann ist verheiratet und hat zwei Kinder.

## Inszenierungen am Theaterhaus Jena (Auswahl)
- „Gotham City I – das Stück. Eine Stadt sucht ihren Helden“ von Rebekka Kricheldorf (UA)
- „Die Nibelungen. Lockruf des Goldes“ nach Friedrich Hebbel, Theaterspektakel zur Eröffnung der Kulturarena Jena 2010
- „VILLA DOLOROSA“ Drei missratene Geburtstage frei nach Tschechows »Drei Schwestern« von Rebekka Kricheldorf (UA)
- „Der Sturm“ nach William Shakespeare, Theaterspektakel zur Eröffnung der Kulturarena Jena 2008[2]
- „Kinder der Sonne“ von Maxim Gorki, neu übersetzt von Werner Buhss (UA der Neuübersetzung)
- „Neues Glück mit totem Model“ von Rebekka Kricheldorf (UA), Koproduktion mit neubau/Staatsschauspiel Dresden
- „Die Orestie“ nach Aischylos, Theaterspektakel zur Eröffnung der Kulturarena Jena 2007[3]
- „Wild at Heart“ nach Motiven von David Lynch
- „Die Dreigroschenoper“ von Brecht/Weill, Theaterspektakel zur Eröffnung der Kulturarena Jena 2006
- „Richard III“ von Tim Staffel (UA)
- „Mein junges idiotisches Herz“ von Anja Hilling (UA)
- „Kaltblütig“ nach Truman Capote